# Kärrfrankolin
Kärrfrankolin (Ortygornis gularis) är en fågel i familjen fasanfåglar som förekommer i och kring norra Indien.

## Utseende och läten
Kärrfrankolinen är en 37 cm lång marklevande fasanfågel med tydligt roströd strupe. Ovansidan är fint bandad, medan undersidan har tydliga vita streck. Revirlätet består av en lång serie vassa "chuill", cirka tio toner som upprepas var åttonde sekund.

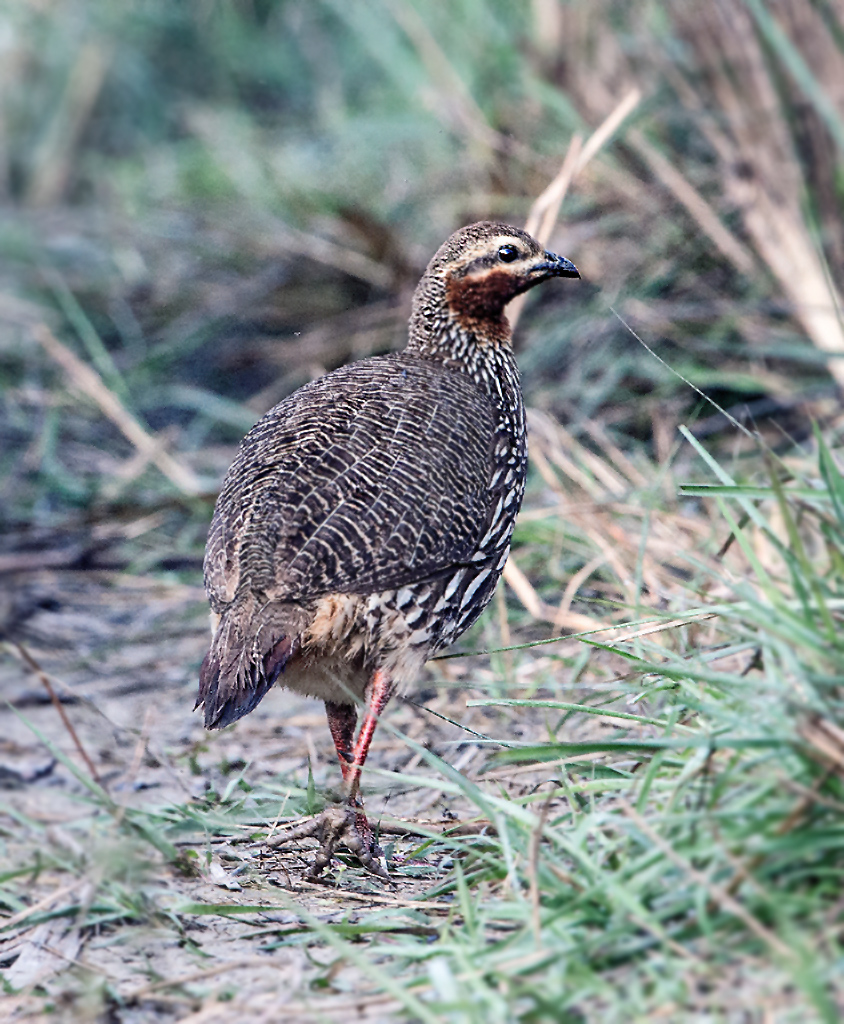

## Utbredning och systematik
Fågeln förekommer i terai från norra Indien till södra Nepal och Bangladesh. Den behandlas som monotypisk, det vill säga att den inte delas in i några underarter.

### Släktestillhörighet
Fram tills nyligen fördes den till släktet Francolinus. Genetiska studier visar dock att arterna i släktet inte står varandra närmast. Kärrfrankolin tillsammans med närbesläktade grå frankolin och afrikanska tofsfrankolinen, den senare vanligen placerad som ensam art i Dendroperdix, lyfts numera vanligen ut i det egna släktet Ortygornis.

## Levnadssätt
Kärrfrankolinen hittas i våtmarker och högväxta gräsmarker, men även i kringliggande sockerrörsplantage. Den födosöker på marken efter rötter, skott och insekter. Fågeln kan vada i vatten och klättra i vass.

## Status
Kärrfrankolinen hade tidigare ett mycket stort utbredningsområde, men är numera begränsad till ett visserligen relativt stort område vid Himalayas fot i Indien och Nepal. Där är den begränsad till fläckar av återstående våtmarker, de flesta i skyddade områden. Beståndet tros vara litet, uppskattat till mellan 7 500 och 20 000 vuxna individer. Populationsutvecklingen är oklar, men den misstänks minska i antal till följd av habitatdegradering, även i skyddade områden. IUCN kategoriserar den därför som nära hotad.